# Mistrzostwa Polski w Skokach Narciarskich 1962
37. Mistrzostwa Polski w Skokach Narciarskich – zawody o mistrzostwo Polski w skokach narciarskich, które odbyły się w dniach 2-4 lutego 1962 roku na Średniej i Wielkiej Krokwi w Zakopanem.
W konkursie indywidualnym na skoczni normalnej zwyciężył Piotr Wala, srebrny medal zdobył Ryszard Witke, a brązowy - Józef Gąsienica-Bryjak. Na dużym obiekcie najlepszy okazał się Wala przed Andrzejem Kocyanem i Stefanem Przybyłą.
Po raz pierwszy w ramach Mistrzostw Polski przeprowadzono dwa konkursy skoków narciarskich.

## Wyniki

### Konkurs indywidualny na normalnej skoczni (02.02.1962)
| Miejsce | Zawodnik                    | Klub                   | Skok 1 | Skok 2 | Punkty |
| ------- | --------------------------- | ---------------------- | ------ | ------ | ------ |
| 1.      | Piotr Wala                  | WKS Zakopane           | 71,0   | 72,0   | 232,5  |
| 2.      | Ryszard Witke               | AZS Wrocław            | 73,0   | 68,0   | 225,6  |
| 3.      | Józef Gąsienica-Bryjak      | AZS Zakopane           | 70,5   | 69,5   | 225,0  |
| 4.      | Andrzej Kocyan              | LZS Wisła Istebna      | 69,0   | 69,5   | 214,0  |
| 5.      | Gustaw Bujok                | WKS Zakopane           | 68,0   | 67,5   | 211,9  |
| 6.      | Władysław Tajner            | Olimpia Goleszów       | 67,0   | 67,0   | 210,7  |
| 7.      | Franciszek Gąsienica Daniel | Wisła-Gwardia Zakopane | 66,5   | 67,0   | 206,3  |
| 8.      | Jan Krupa                   | BBTS Bielsko-Biała     | 66,0   | 66,5   | 201,4  |

W konkursie wzięło udział 29 zawodników.

### Konkurs indywidualny na dużej skoczni (04.02.1962)
| Miejsce | Zawodnik                    | Klub                   | Skok 1 | Skok 2 | Punkty |
| ------- | --------------------------- | ---------------------- | ------ | ------ | ------ |
| 1.      | Piotr Wala                  | WKS Zakopane           | 87,5   | 91,0   | 242,7  |
| 2.      | Andrzej Kocyan              | LZS Wisła Istebna      | 90,0   | 83,5   | 231,3  |
| 3.      | Stefan Przybyła             | LZS Szczyrk            | 84,5   | 89,0   | 230,7  |
| 4.      | Gustaw Bujok                | WKS Zakopane           | 82,0   | 81,5   | 212,4  |
| 4.      | Józef Gąsienica-Bryjak      | AZS Zakopane           | 79,0   | 84,0   | 212,4  |
| 6.      | Jan Pezda                   | WKS Zakopane           | 81,0   | 81,0   | 209,3  |
| 7.      | Andrzej Sztolf              | AZS Zakopane           | 81,5   | 79,5   | 206,3  |
| 8.      | Franciszek Gąsienica Daniel | Wisła-Gwardia Zakopane | 80,5   | 80,5   | 204,9  |

W konkursie wzięło udział 22 zawodników.